# Pellingefärjan

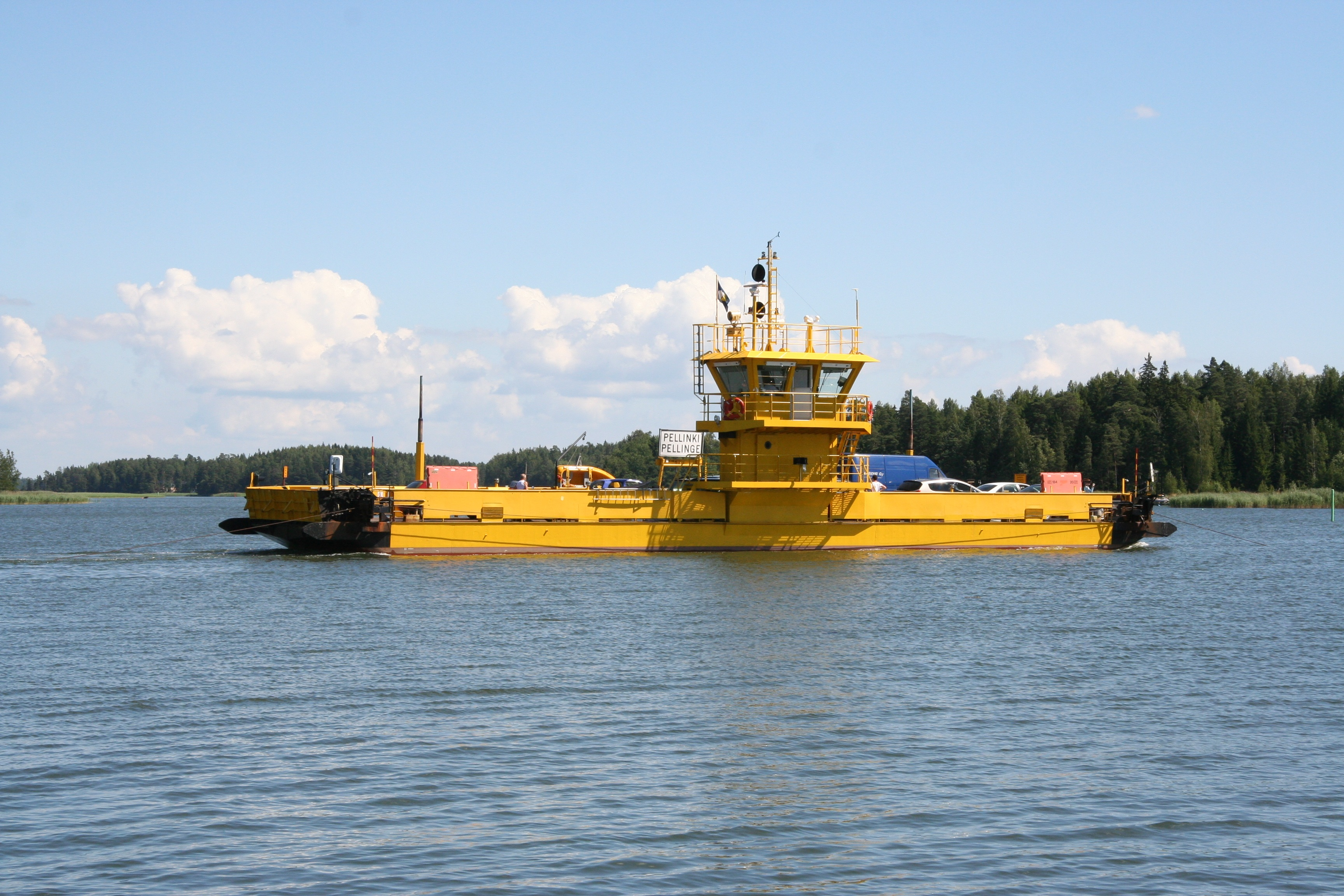
Den gamla Pellinge färjan

Pellingefärjan är en linfärja (vajerfärja) som trafikerar mellan fastlandet och Pellinge öarna i Borgå, Finland. Färjledens längd är 277 meter. Rutten ansvaras för av Finferries (Finlands Färjetrafik Ab).

## Historia
Vägen från Borgå till Tirmo blev färdig 1864 och byggdes vidare till stranden 1936. Då sköttes trafiken med förbindelsebåtar. På 1950-talet sköttes trafiken till Pellinge via turfartyg och taxibåtar från Tirmo. Från 1947 till 1959 trafikerade ocskå regelbundet m/s Pellinge från Helsingfors Salutorg till Pellinge,  och resan tog cirka fyra timmar. Anslutningen användes särskilt av helsingforsfamiljer besökte Pellinge på all-inclusive semester.
Pellinge var fortfarande ett helt bilfritt område i början av 1960-talet, de enda fordonen var traktorer. Situationen ändrades då en frigående färjerutt mellan Tirmo och Sandviken grundades 1964, färjeleden var från början drygt 3 km. Den första färjan var en liten färja av virke som kunde transportera cirka 8 bilar. Resan från Tirmo till Sandviken tog cirka 15 minuter och färjan var avgiftsbelagd. I början av 1970-talet förkortades färjeresan när en vägförbindelse byggdes på ön Storpellinge mellan Söderbyvägen och Sandholmen. På fastlandssidan förkortades färjeresan genom att färjehamnen flyttades cirka en kilometer längre västerut, färjeleden förkortades då till 1,5 kilometer. Den ursprungliga träfärjan hade redan ersatts av en metallstrukturerad färja från Tie- ja vesirakennushallitus. Samtidigt började ett skärgårdscentrum utvecklas i Sandholmen med bl.a. kafé och marin bränslestation.
Trafiksituationen i Pellinge förändrades totalt 1983, då det finska Vägverket byggde en asfalterad skärgårdsväg mellan Pellingeöarna, via Sundö, Tullholmen och Lillpellinge ända till Söderby i Storpellinge. Vägen omfattade tre broar och färjehamnen kunde ligga på Sundön. Färjan byggdes om till en kabelfärja, vilket innebar att kraven bl.a. besättningen underlättades eftersom kabelfärjan inte anses vara ett fartyg.

## Linfärja
Sedan 1983 har tre olika linfärjor trafikerat på rutten, med ökningar i kapaciteten under åren. Den första var med 40 tons bärighet (bilden), sedan en med 60 tons bärighet och den nuvarande färjan med 70 tons bärighet. De två första färjorna hade två filer för last medan den nuvarande har tre. Den färja som för närvarande är i bruk trafikerade tidigare på Kimitoön som Lövöfärja fram till maj 2011, då Lövöbron ersatte den. Den nya färjan togs i drift i Pelling i augusti 2011, då den gamla färjan, byggd 1974, flyttade Bärösund i Ingå.